# 21 Guns
«21 Guns» — второй сингл американской рок-группы Green Day из альбома 21st Century Breakdown. Песня «21 Guns» была выдвинута на премию «Грэмми» в 2010 году в номинациях «Лучшее вокальное рок-исполнение дуэтом или группой» и «Лучшая рок-песня». Является саундтреком к фильму «Трансформеры: Месть падших» (англ. Transformers: Revenge of the Fallen).

## Музыкальное видео
Клип на песню был снят Марком Уэббом в Лос-Анджелесе 6 июня 2009 года. Премьера состоялась на MySpace 22 июня 2009 в полночь по EST. Также существует сокращённая версия клипа, в котором звучит радио-версия песни.
Это третье видео Green Day, в котором снялся участник концертного состава группы Джейсон Уайт (после «Wake Me Up When September Ends» и «Working Class Hero»; также кадры с его участием можно заметить в «When I Come Around» и «Jesus of Suburbia»).
Проведя одну неделю на третьем месте, 22 августа 2009 года клип поднялся на вершину VH1 Top 20 Video Countdown, 19 сентября 2009 он снова оказался на вершине чарта. Также видео победило в номинациях «Best Rock Video», «Best Direction in a Video» и «Best Cinematography in a Video» на церемонии MTV VMA 2009.
В видео появляется сама группа и два героя: Кристиан (Джош Босуэлл) и Глория (Лиза Стели), прячущиеся в маленькой белой комнате после ограбления банка. Полиция окружила помещение и открыла огонь на поражение по паре. Глория поднимает трубку звонящего телефона, некоторое время слушает и бросает телефон в аквариум. Сначала герои пугаются обстрела, но спустя какое-то время осмелевают и идут навстречу друг другу, оставаясь незадетыми пулями. Они обнимаются и целуются, в комнате гаснет свет, тем самым воссоздаётся обложка альбома 21st Century Breakdown. Когда песня заканчивается, свет в комнате снова загорается. Видео передаёт концепцию 21st Century Breakdown.

## Версия для «Американского идиота»
Green Day записали две версии «21 Guns» с актёрами мюзикла «Американский идиот». Сольные партии, записанные Билли Джо Армстронгом, были выпущены 3 декабря на Spinner.com, а также были доступны для скачивания с 22 декабря. Видео было выпущено 1 февраля.
Вторая версия была записана со Старком Сэндсом, Джоном Галлахером-мл. и Майклом Эспером. Эту версию песни Green Day вместе с актёрами мюзикла исполнили на «52-й церемонии „Грэмми“».

### Чарты
| Чарты (2010)           | Высшая позиция |
| ---------------------- | -------------- |
| Austrian Singles Chart | 10             |

## Концертный EP
Greed Day выпустили концертный мини-альбом на песню, который включает композиции «Welcome To Paradise», «Brain Stew/Jaded» и «F.O.D.» с выступления в Нью-Йорке.

## Список композиций
- Original version:

| №  | Название                                                                              | Длительность |
| -- | ------------------------------------------------------------------------------------- | ------------ |
| 1. | «21 Guns»                                                                             | 5:21         |
| 2. | «Favorite Son» (Green Day’s contribution to the Rock Against Bush Vol. 2 compilation) | 2:13         |
| 3. | «21 Guns» (Studio 880 version)                                                        | 5:17         |

| №  | Название                                         | Длительность |
| -- | ------------------------------------------------ | ------------ |
| 1. | «21 Guns»                                        | 5:21         |
| 2. | «Favorite Son» (From "Rock Against Bush Vol. 2") | 2:13         |

| №  | Название               | Длительность |
| -- | ---------------------- | ------------ |
| 1. | «21 Guns» (Radio Edit) | 4:37         |

- Musical cast version:

| №  | Название                                                      | Длительность |
| -- | ------------------------------------------------------------- | ------------ |
| 1. | «21 Guns» (Green Day with the cast of American Idiot version) | 4:41         |

| №  | Название                                                      | Длительность |
| -- | ------------------------------------------------------------- | ------------ |
| 1. | «21 Guns» (Green Day with the cast of American Idiot version) | 4:41         |
| 2. | «21 Guns» (Original version)                                  | 5:21         |
| 3. | «21 Guns» (Live in Japan)                                     | 5:01         |

- Live EP:

| №  | Название                                             | Длительность |
| -- | ---------------------------------------------------- | ------------ |
| 1. | «21 Guns» (live in New York, 2009)                   | 5:45         |
| 2. | «Welcome to Paradise» (live in New York, 2009)       | 3:45         |
| 3. | «Brain Stew/Jaded» (live in New York, 2009)          | 5:33         |
| 4. | «F.O.D.» (Fuck Off and Die) (live in New York, 2009) | 2:50         |

- Other:

| №  | Название                  | Длительность |
| -- | ------------------------- | ------------ |
| 1. | «21 Guns» (live in Tokyo) | 5:56         |

## Чарты
| Чарты (2009)                            | Высшая позиция |
| --------------------------------------- | -------------- |
| Australian Singles Chart                | 14             |
| Austrian Singles Chart                  | 10             |
| Belgian Singles Chart (Wallonia)        | 38             |
| Canadian Hot 100                        | 3              |
| Danish Singles Chart                    | 37             |
| Dutch Singles Chart                     | 21             |
| Irish Singles Chart                     | 21             |
| Italian Singles Chart                   | 23             |
| Japan Hot 100                           | 12             |
| European Hot 100                        | 4              |
| New Zealand Singles Chart               | 3              |
| Swedish Singles Chart                   | 8              |
| Swiss Singles Chart                     | 13             |
| UK Singles Chart                        | 36             |
| US Billboard Hot 100                    | 22             |
| US Billboard Alternative Songs          | 3              |
| US Billboard Hot Adult Top 40 Tracks    | 9              |
| US Billboard Hot Mainstream Rock Tracks | 17             |
| US Billboard Rock Songs                 | 5              |
| US Billboard Pop Songs                  | 30             |

### Чарты в конце года
| Чарты (2009)              | Позиция |
| ------------------------- | ------- |
| Australian Singles Chart  | 72      |
| Italian Singles Chart     | 75      |
| New Zealand Singles Chart | 38      |
| Swiss Singles Chart       | 60      |
| U.S. Billboard Hot 100    | 78      |

## Участники записи
- Билли Джо Армстронг — вокал, акустическая гитара, клавишные
- Майк Дёрнт — бас-гитара, бэк-вокал
- Тре Кул — ударные, перкуссия
- Джейсон Уайт — электрогитара, бэк-вокал